# Anna Widehov
Anna Widehov, född 8 februari 1967, är en svensk taekwondoutövare. 

## Karriär
Vid EM 1990 i Århus tog Widehov brons i +70 kg-klassen. Vid VM 1991 i Aten tog hon också brons i +70 kg-klassen. Widehov tog sedan ytterligare två brons i +70 kg-klassen vid EM 1992 i Valencia och VM 1993 i New York.
Widehov tävlade för föreningen GAK Enighet. Hon tog silver i +70 kg-klassen vid nordiska mästerskapen 1994.